# Oberbayerische Forschungsanstalt
Oberbayerische Forschungsanstalt war im Zweiten Weltkrieg die Tarnbezeichnung für die ab Oktober 1943 in die Conrad-von-Hötzendorf-Kaserne nach Oberammergau verlagerte Entwicklungsabteilung der Messerschmitt AG Augsburg. Diese umfasste den Projekt- und Konstruktionsbau, die Statik und den Versuchsbau mit insgesamt etwa 2200 Mitarbeitern.

## Geschichte
Die Oberbayerische Forschungsanstalt wurde ab Februar 1945 von Dr.-Ing. Hans Kammler (Waffen-SS, Jägerstab) kontrolliert um unter Führung von Produktionsleiter Dir. Karl Linder (Messerschmitt GmbH Regensburg) gemäß Programm 227/I vom 15. Dezember 1944 die Ausbringung von Messerschmitt-Me-262-Düsenjagdflugzeugen gegen Kriegsende noch zu maximieren. Kammler konzentrierte dazu den
- Führungsstab Arbeitseinsatz, den
- Führungsstab Energieversorgung, den
- Führungsstab Kontrollwesen, den
- Führungsstab Montageinspektorat im Betriebsausschuss sowie den
- Stab Schweißtechnische Betreuung

unter Führung von Direktor Gerhard Degenkolb in der „OFA Oberammergau“, um von Oberammergau aus die großen U-Verlagerungsbetriebe wie z. B. B8 Bergkristall in St. Georgen an der Gusen zu führen. Die „OFA O´Gau“ richtete in diesem Zusammenhang am 10. März 1945 auch noch die „ständige Außenstelle Bergkristall“ in St. Georgen/Gusen ein, um technische Fragen im Zusammenhang mit der groß-seriellen Produktion von Messerschmitt-Düsenjagdflugzeugen jeweils unmittelbar klären zu können. Zwischen Oberammergau und St. Georgen/Gusen verkehrte täglich der sog. „Linzer Kurier“ um die Verbindung zu halten.
Auch in Oberammergau wurde gegen Kriegsende von etwa 500 Zwangsarbeitern ein Stollensystem im Ausmaß von etwa 150 mal 90 Metern in die Abhänge des Berges „Laber“ getrieben. Diese Zwangsarbeiter waren im Barackenlager „Rainenbichl“ untergebracht. Der Tarnname dieser U-Verlagerung war „Cerusit“.

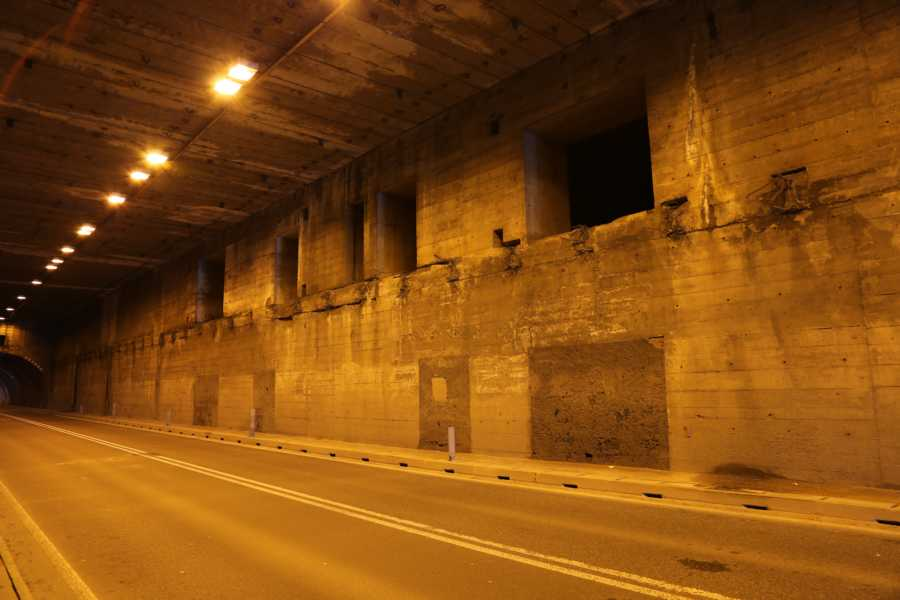
Straßentunnel in Eschenlohe, ehemalige U-Verlagerung „Ente“

Im benachbarten Eschenlohe betrieb die Messerschmitt AG in zwei bombensicher vermauerten Straßentunneln, der U-Verlagerung „Ente“, ab 1944 eine versteckte Produktionsanlage, ebenfalls von Oberammergau aus gesteuert.
Professor Messerschmitt arbeitete in Oberammergau bereits ab November 1944 an der Entwicklung der Messerschmitt P. 1101. Als weitere Tarnbezeichnungen wurden auch die Kürzel „O´gau“, „Obb. Forschungsanstalt O´gau“ beziehungsweise die Telegramm(kurz)adresse (Drahtwort) „forschan ogau“ verwendet.
Die Oberbayerische Forschungsanstalt Oberammergau wurde am 29. April 1945 von amerikanischen Truppen eingenommen. Die amerikanischen Truppen benutzen danach deren Einrichtungen als Sammelplatz für erbeutete deutsche Technologie. In der ehemaligen Conrad-von-Hötzendorf-Kaserne befindet sich heute die Bundeswehrverwaltungsschule IV und die NATO School.